# Циркуль X-1
Циркуль X-1 (англ. Circinus X-1) — рентгеновская двойная звезда, в состав которой входит нейтронная звезда. Наблюдения Циркуля X-1 в июле 2007 года выявили наличие рентгеновских джетов, обычно обнаруживаемых в системах с чёрными дырами; система является первой подобной открытой системой, сходной с двойной с чёрными дырами. Циркуль X-1 может являться одной из наиболее молодых наблюдаемых рентгеновских двойных.

## Расположение, расстояние
14 июня 1969 года ракета Aerobee 150, запущенная из города Натал в Бразилии, получила рентгеновские данные в течение сканирования области Наугольника-Волка-Циркуля от источника на ℓ = 321.4±0.9° b = −0.5±2° (галактические координаты), RA 15ч 14м Dec −57° 49′ в созвездии Циркуля, названного Циркуль XR-1 (Cir XR-1). Расстояние до источника определено не очень надёжно, наиболее низкие оценки составляют 13400 световых лет, наиболее высокие оценки составляют 26000 световых лет.
23 июня 2015 года в статье, опубликованной на сайте NASA обсерватории Chandra, было указано расстояние до источника с большей точностью, полученное с помощью триангуляции рентгеновского излучения, испущенного источником и отражаемого от межзвёздных облаков и пыли, равное 30700 световым годам.

## Рентгеновский источник и оценка возраста, связанная с остатком сверхновой
Периодичность рентгеновского излучения (период 16,6 дней) был обнаружен Калужинским и др. Рентгеновский источник, как предполагается, является нейтронной звездой, частью маломассивной рентгеновской двойной звезды, рентгеновским барстером типа I. Рентгеновская и радиотуманность, окружающая Циркуль X-1, обладают свойствами молодого остатка сверхновой. Это редкий случай рентгеновской двойной, по-видимому ассоциированный с остатком сверхновой, предполагает, что источник является молодым по космологическим масштабам, возможно моложе 4600 лет. Соотнесение Циркуля X-1 с другим близким остатком сверхновой, G321.9-0.3, не является корректным.

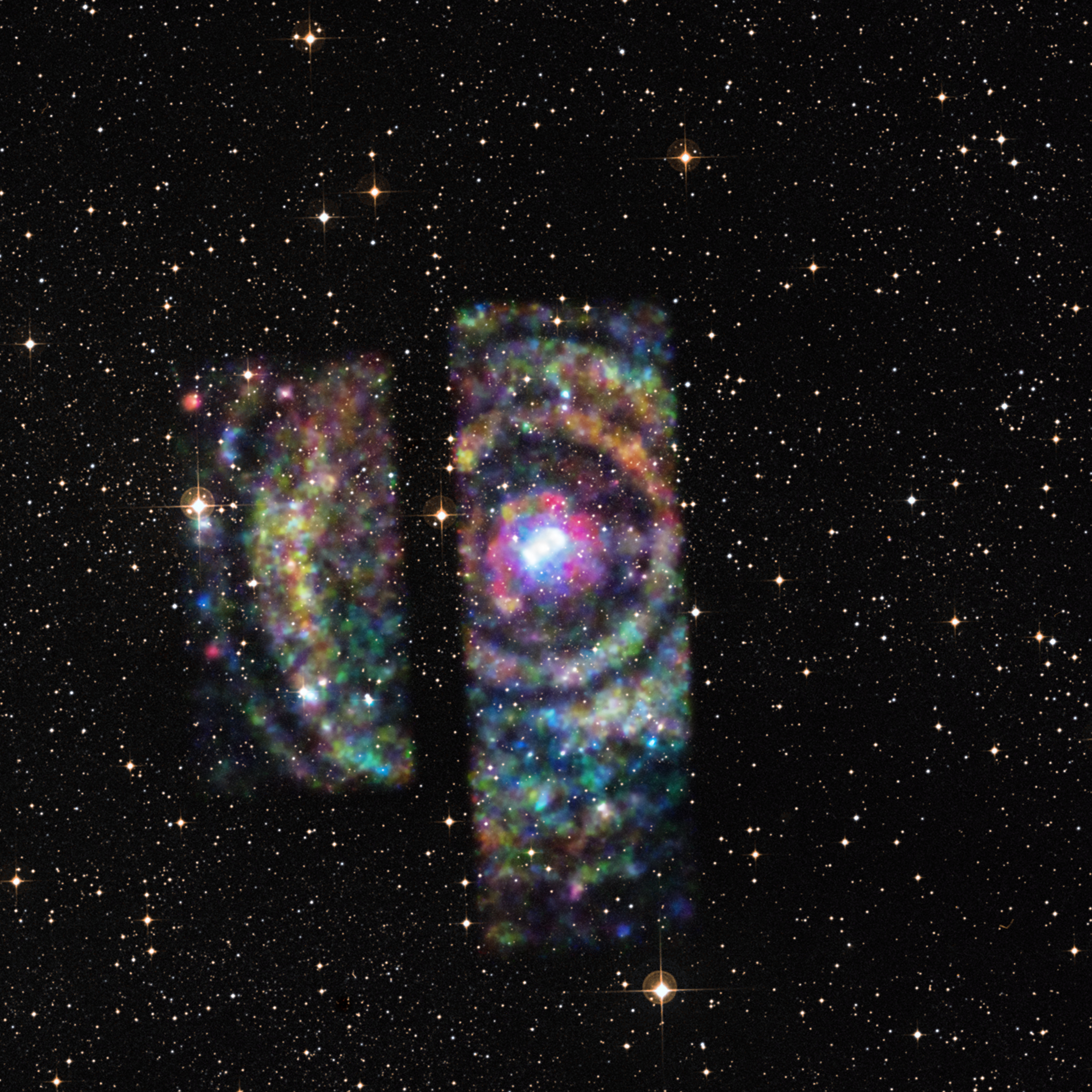
Рентгеновское излучение, кольцами расходящееся от нейтронной звезды (24 июня 2015 года; данные телескопа Чандра).

## Другие области спектра
Была установлена бинарная природа Циркуля X-1. Радиокомпонент двойной звезды и возможный визуальный компонент были найдены Уиланом и др. Инфракрасный компонент также был обнаружен, причём периодичность вспышек составляла 16,6 дней. Точное положение испытавшего существенное покраснение оптического компонента (ныне известного как BR Циркуля) было получено в работе Moneti.